# Schloss Effelder

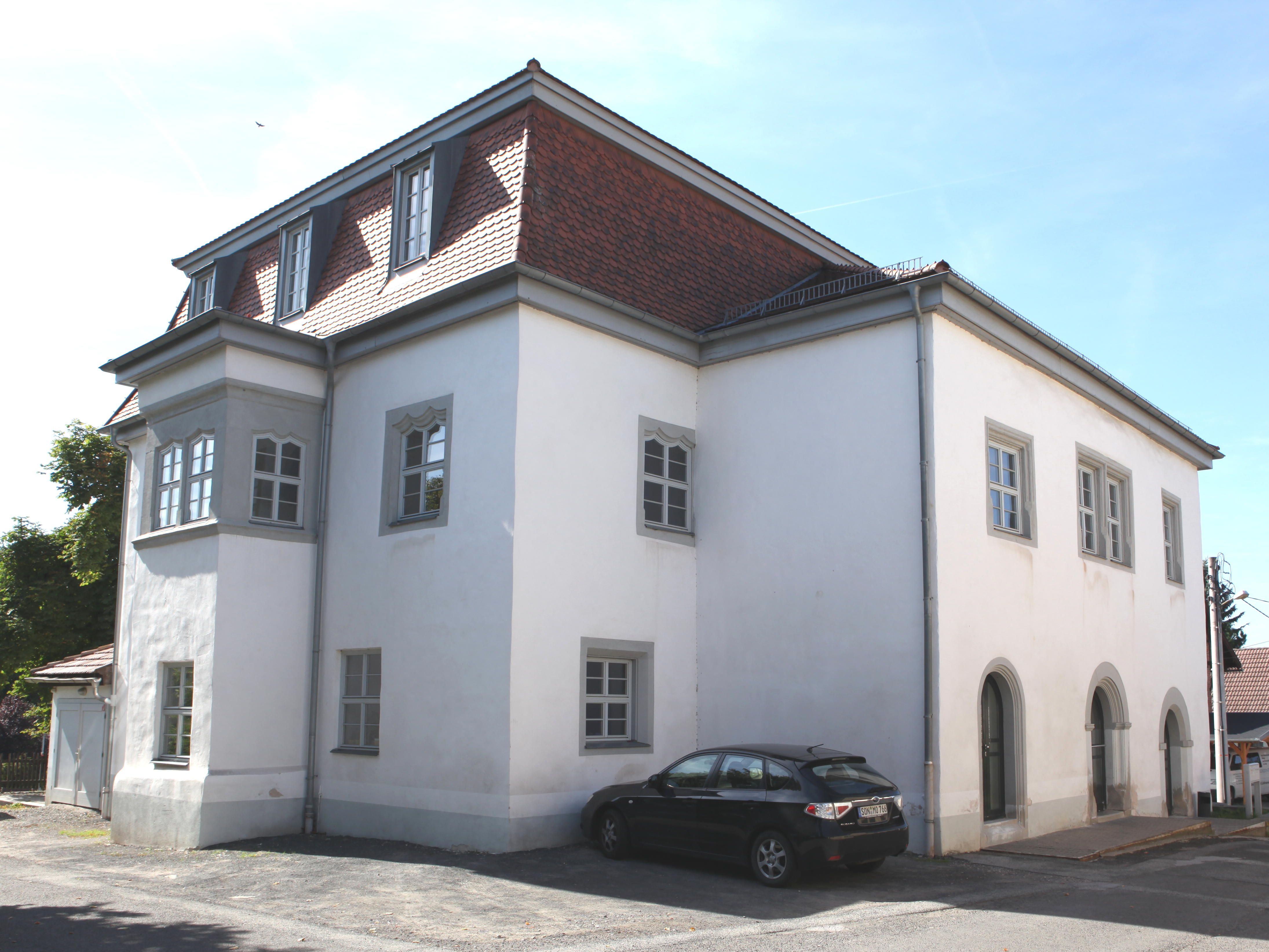
Schloss Effelder, Nord-Ostfassade

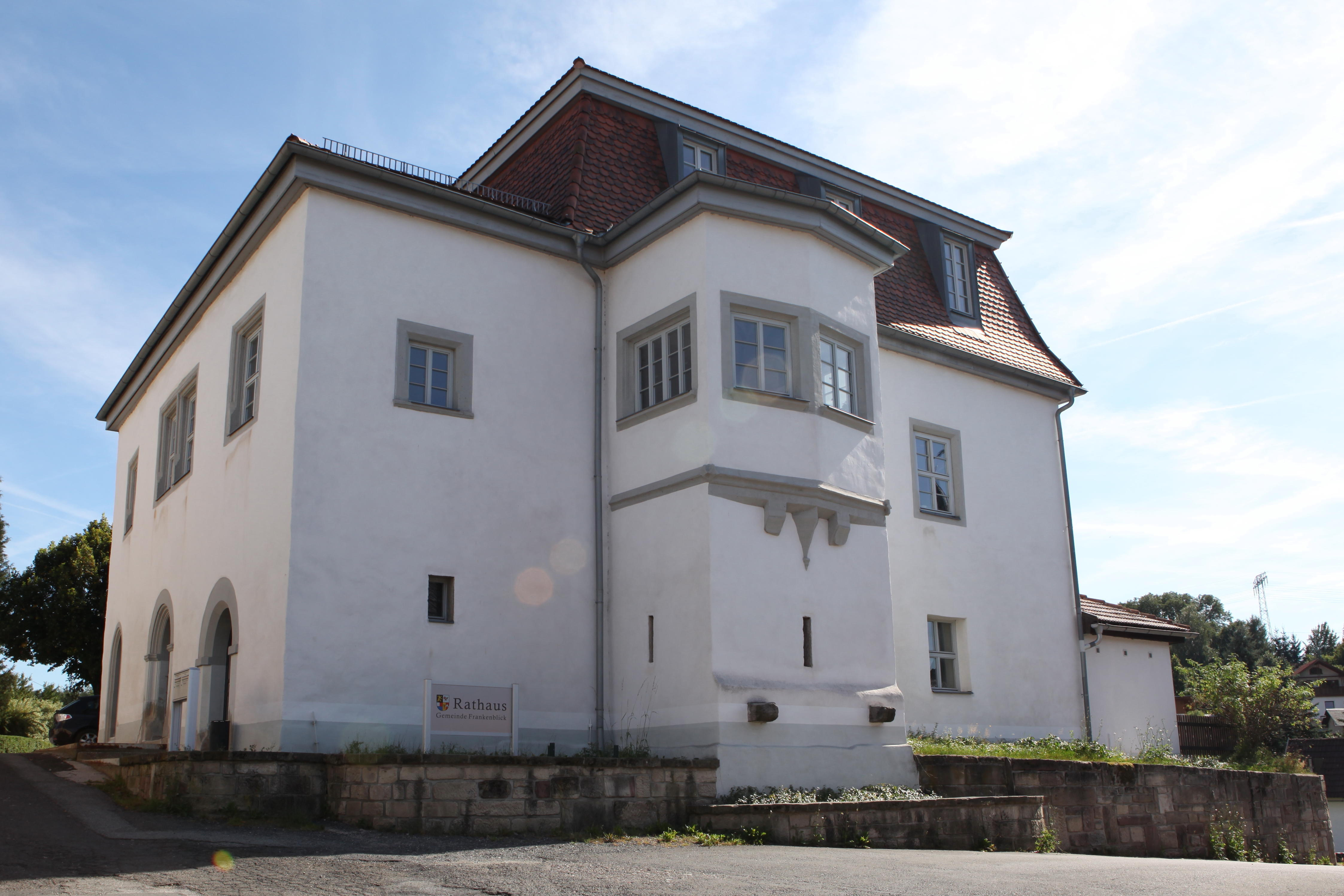
Schloss Effelder, Westfassade

Das Schloss Effelder entstand im Kern im 16. Jahrhundert im südthüringischen Effelder (Frankenblick). Das denkmalgeschützte Gebäude wird seit dem Jahr 2000 als Rathaus genutzt.

## Geschichte
Ein Wehrbau in exponierter Spornlage existierte wohl schon im späten Mittelalter. Er war vermutlich Sitz des Rittergutes, das das Adelsgeschlecht von Schaumberg 1337 in Effelder als Lehen des Klosters Banz besaß. Um 1490 wurde ein Wohnturm zu einem kleinen Schloss umgebaut, das Hans von Schaumberg zwischen 1525 und 1533 erweitern ließ.
Ab 1665 wechselten oft die Besitzer. Im Jahr 1743 wurde Luise Dorothea von Sachsen-Meiningen aufgrund eines Vermächtnisses Herrin des Guts, das das Gothaer Herzogshaus 1811 an die Kammer des Herzogtums Sachsen-Meiningen verkaufte. 1837/38 folgte die Auflösung des Guts. Der Bauer Johann Georg Stammberger erwarb das Schloss und nutzte es nach größeren Umbauten als Gastwirtschaft. Im Jahr 1933 kaufte die Neustadter Brauerei Werner das Anwesen und ließ das Dachgeschoss ausbauen. Nach dem Zweiten Weltkrieg erfolgte die Enteignung. Neuer Besitzer wurde die Gemeinde Effelder, die 1955/56 den Umbau nach Plänen von Max Brückner im Stil der nationalen Tradition zum Kulturhaus mit einer Gaststätte beauftragte. In den 1950er Jahren erfolgte eine Umwandlung der Reste des Schlosshofes in eine Parkanlage und 1970 die Verfüllung des Wehrgrabens. Seit einem Umbau zwischen den Jahren 1998 und 2000, der durch einen Dachstuhlbrand 1996 veranlasst wurde, wird das Schloss als repräsentatives Verwaltungsgebäude durch die Gemeinde genutzt.

## Architektur
Der Massivbau weist sowohl Elemente eines Wehrbaus als auch eines Schlossbaus auf. Das Erdgeschoss hatte ursprünglich keine Fenster. Erkervorbauten im Osten und Westen gliedern die Fassade. Der westliche Erker hat im Erdgeschoss schlitzförmige, schießartenähnliche Fenster und ein auf Konsolsteinen mit Wappenschildern vorspringendes Obergeschoss. Die rechteckigen Fenster im Obergeschoss haben teilweise eine gekehlte Profilierung und sind auf der Innenseite als Vorhangbogenfenster ausgebildet. Die Rundbogenportale auf der Nordseite entstanden 1955/56. Das Mansardwalmdach wurde dendrochronologisch auf 1769 bestimmt.
Das Erdgeschoss ist teilweise überwölbt. Es beherbergte ursprünglich die Küche und Vorratsräume. Das Obergeschoss hat in den Räumen Wappenschmuck aus der ersten Hälfte des 16. Jahrhunderts. Der Osterker wird von einem Kreuzgewölbe überspannt und durch Wappenschilde derer von Schaumberg und von Rosenau verziert. Der westliche Erker besitzt ein Zellengewölbe in Sternform, das um 1490 datiert wird.